# Полет 007 на „LOT Полиш Еърлайнс“
Полет 007 на „LOT Полиш Еърлайнс“ е редовен международен пътнически полет от летище „Джон Ф. Кенеди“, Ню Йорк, Съединените американски щати, до летище „Варшава Фредерик Шопен“, Варшава, Полша, управляван от „LOT Полиш Еърлайнс“. На 4 март 1980 г. самолетът „Ил-62“, който изпълнява полета, се разбива близо до летище „Варшава Фредерик Шопен“, след като преди това екипажът прекъсва кацането в опит да извърши нов заход. Всички 77 пътници и 10 членове на екипажа на борда загиват при катастрофата.
В последния момент капитан Липовчан използва само елероните на самолета и успява да избегне удар в поправителен дом за младежи. При сблъсъка самолетът се разпада; голяма част от основния корпус потъва в покрит с лед ров на военна крепост от XIX век, докато опашката и части от основния колесник се приземяват няколко метра по-нататък, точно преди входа на крепостта. Тялото на капитан Липовчан е открито да лежи на улицата на около 60 м от мястото на катастрофата; други тела са разпръснати между частите на самолета. Установено е, че по-голямата част от жертвите са разполовени заради закопчаване на предпазните колани по време на удара.
Причините за катастрофата са разпадане на един от дисковете на турбината в един от двигателите на самолета, което води до неограничена повреда на двигателя. По-късно е установено, че дискът на турбината има производствени грешки. През 1987 г. друг „Ил-62“ на „LOT Полиш Еърлайнс“ катастрофира при сходни обстоятелства във Варшава в изпълнение на полет 5055 на „LOT Полиш Еърлайнс“. Инцидентите показват специфичните недостатъци на въздушната безопасност зад „Желязната завеса“, както и липсата на официално разследване и прозрачност. Следователно няма достатъчно политически стимули да се разкрива информация, която може да предизвика обществена реакция и подобрения в безопасността на двигателите на „Ил-62“.